# Hrđavci
Hrđavci su naseljeno mjesto u općini Foči, Republika Srpska, BiH. Popisano je kao samostalno naselje na popisu 1961., a na kasnijim popisima ne pojavljuje se, jer je 1962. skupa s Malim i Velikim Marevom i Velešićima spojeni u naselje Marevo (Sl.list NRBiH, br.47/62).

## Kultura
Na lokalitetu Bor-u u Hrđavcima nalazi se nacionalni spomenik BiH, nekropola sa stećcima. Nekropola je u svojstvu povijesnog područja proglašena nacionalnim spomenikom veljače 2013. godine.

## Stanovništvo
| Narod     | Popis 1961. |
| --------- | ----------- |
| Hrvati    |             |
| Muslimani | 108         |
| Srbi      | 20          |
| ostali    |             |
| Ukupno    | 128         |